# NGC 6443
NGC 6443 (другие обозначения — UGC 10967, MCG 8-32-18, ZWG 253.33, PGC 60783) — спиральная галактика (Sab) в созвездии Геркулес.
Этот объект входит в число перечисленных в оригинальной редакции «Нового общего каталога».